# Rob Laakso
Rob Laakso (Boston, 16 de abril de 1979-Massachusetts, 4 de mayo de 2023) fue un músico, productor discográfico e ingeniero de audio estadounidense, más conocido como el compañero de grabación del músico de indie rock Kurt Vile y como multiinstrumentista en su banda de acompañamiento The Violators. Laakso también fue un multiinstrumentista que tocó en la banda de shoegaze Swirlies, entre otras. 

## Biografía
Nacido en Boston, Massachusetts en 1979, Laakso se graduó de Emerson College.
Después de contribuir al segundo y cuarto álbum de estudio de Vile, God Is Saying This to You... (2009) y Smoke Ring for My Halo (2011), Laakso se convirtió en miembro fundamental de The Violators en 2011, tras la renuncia del guitarrista Adam Granduciel.  Al unirse a la banda, Laakso contribuyó en gran medida a los siguientes álbumes de estudio de Vile, Wakin on a Pretty Daze (2013), B'lieve I'm goin down... (2015), Bottle It In (2018) y (watch my move) (2022).
Laakso murió el 4 de mayo de 2023, a la edad de 44 años, después de luchar contra un colangiocarcinoma, una forma bastante rara y agresiva de cáncer de las vías biliares. Le sobreviven su esposa, Mamie-Claire, y sus dos hijos.

## Discografía
Con Kurt Vile
- God Is Saying This to You... (2009)
- Smoke Ring for My Halo (2011)
- So Outta Reach (2011)
- Wakin on a Pretty Daze (2013)
- It's a Big World Out There (And I Am Scared) (2013)
- B'live I'm going down.. (2015)
- Bottle It In (2018)
- (Watch My Moves) (2022)

Con Mice Parade
- Obrigado Saudade (2004)
- Mice Parada (2007)
- What It Means to Be Left-Handed (2010)

Con Amazing Baby
- Rewild (2009)

Con Diamond Nights
- Popsicle (2005)
- Once We Were Diamonds EP (2005)

Con Swirlies
- Damon, Andy, Rob, Ron: The Yes Girls (2000)
- Cats of the Wild Volume 2 (2003)
- Swirlies' Magic Strop: Winsome Zamula's Hammer of Contumely (2005)

Con The Wicked Farleys
- Sentinel and Enterprise (1998)
- Sustained Interest (1999)
- Make It It (2000)